# 霍罗绍沃区
霍罗绍沃区（俄語：Хорошёвский район）是莫斯科北行政区西南部的一区，面积9.88平方公里，人口75,533人，与普列斯尼亚区、别戈沃伊区、机场区、索科尔区和霍罗绍沃-姆尼奥夫尼基区接壤。名称来源于通向于霍罗绍沃的霍罗绍沃高速公路。波列扎耶夫站、别戈沃伊站、中央环线霍罗绍沃站、佐尔格站、大环线霍罗绍沃站和 ЦСКА 站位于其境内。